# Kurt Hauri
Kurt Hauri (* 5. Juni 1936; † 14. Februar 2009) war ein Schweizer Jurist. Er war von 1996 bis zu seinem Rücktritt zum 30. September 2005 Präsident der Eidgenössischen Bankenkommission (EBK) und von 1998 bis 2003 Präsident der Burgergemeinde Bern.
Als Jurist war Hauri Spezialist für das Schweizer Militärstrafrecht.